# Theodor Nordmann
Major Theodor Nordmann (18 de diciembre de 1918 en Dorsten – 19 de enero de 1945 cerca de Insterburg) fue un as con los Junkers Ju 87 de la Luftwaffe en la Segunda Guerra mundial. Recibió la Cruz de Caballero de la Cruz de Hierro con Hojas de Roble y Espadas. La Cruz de Caballero de la Cruz de Hierro en su más alto grado Hojas de Roble y Espadas se otorgaba para reconocer la valentía en el campo de batalla o un liderazgo militar de éxito.

## Carrera
Nordmann se unió a la Luftwaffe en 1937 y sirvió como piloto de reconocimiento hasta marzo de 1940, cuando fue transferido al 1./StG 186, volando en Junkers Ju 87  'Stuka'. La unidad fue originalmente ideada para servir en el #portaaviones Graf Zeppelin, pero en julio de 1940 fue  rebautizado como III./Sturzkampfgeschwader 1 (StG 1—1.º Escuadra de Bombardeo en Picado) y voló en misiones convencionales de bombardeo durante las batallas de Francia y Gran Bretaña. Nordmann fue condecorado con la Cruz de Hierro de 1.ª y 2.ª clase durante 1940.
En 1941 Nordmann la unidad fue reubicada en el Mediterráneo para acciones contra Malta, donde se afirma que hundió un mercante de 5.000 toneladas.
StG 1 participó en la invasión de Rusia en junio de 1941 y en septiembre de 1941. Después de 200 operaciones y 20 tanques destruidos se le otorgó la Cruz de Caballero.
Durante los combates sobre Orel en el verano de 1942, Nordmann, como Staffelkapitän (comandante de escuadrón) del 8./StG 1, hizo su 600.ª misión operativa, el primer piloto de Stuka en conseguir este total.
Su operador de radio y artillero Feldwebel Gerhard Rothe, fue uno de los 15 artilleros de Stuka al que se otorgó La Cruz de Caballero de la Cruz de Hierro.
En enero de 1945 Nordmann murió cuando su Focke-Wulf Fw 190 F-8 (Werknummer 588202) colisionó con su compañero Oberfeldwebel Sroka (Fw 190 F-8 Werknummer 933242) a causa del mal tiempo al norte de Insterburg. Nordmann fue Gruppenkommandeur del II./Schlachtgeschwader 3 (SG 3—3.ª Ala de Asalto) desde octubre de 1943 hasta su muerte en enero de 1945. Se le atribuyen la destrucción de 80 tanques soviéticos y 43,000 toneladas de registro bruto hundidas de buques mercantes. Voló casi 1300 misiones de combate, incluyendo aproximadamente 200 con el Fw 190.

## Recompensas
- Cruz Alemana de Oro el 20 de octubre de 1942 como Oberleutnant en el III./Sturzkampfgeschwader 1[2]
- Cruz de Hierro  (1939) 2.ª Clase (24 de mayo de 1940) y 1.ª Clase (29 de agosto de 1940)[3]
- Cruz de Caballero de la Cruz de Hierro con Hojas de Roble y Espadas
  - Cruz de Caballero el 17 de septiembre de 1941 Leutnant y piloto en el 8./Sturzkampfgeschwader 1[4][5]
  - 214º condecorado con las Hojas de Roble el 17 de marzo de 1943 cuando era Oberleutnant y comandante suplente del III./Sturzkampfgeschwader 1[Nota 1][6]
  - 98º condecorado con las Espadas el 17 de septiembre de 1944 cuando Major y Gruppenkommandeur de II./Schlachtgeschwader 3[4][7]